# Orde van Verdienste (Perak)
De Orde van Verdienste van Perak heeft vier graden die ieder voor een bepaalde verdienste worden toegekend. Het aantal dragers is niet beperkt.
- De Pingat Kebernian Handal wordt toegekend voor uitzonderlijk moedige daden die met gevaar voor eigen leven in Perak zijn uitgevoerd. De dragers dragen een rombusvormig kleinood met een medaillon met rode ring waarbinnen twee krissen zijn afgebeeld aan een lint met diagonale gouden, zwarte en witte strepen. Zij mogen de letters P.K.H  achter hun naam dragen.

- De Pingat Pekerti Terpilih wordt voor voorbeeldig gedrag en dapperheid verleend. De dragers dragen een sterk op de Maleisische Hoogste Onderscheiding voor Dapperheid gelijkende zilveren medaille aan een lint met verticale gouden, zwarte en witte strepen. Zij mogen de letters P.P.T. achter hun naam dragen.

- De Pingat Jasa Kebaktian wordt voor bijzondere toewijding aan de dienst, initiatief, trouw en voorbeeldig gedrag verleend. De zilveren medaille wordt aan een lint met drie banen in de kleuren wit, goud en zwart gedragen. Achter de naam van de decorandus prijken de letters P.J.K.

- De Pingat Lama Perkhidmatam wordt verleend voor voorbeeldige en trouwe dienst gedurende niet minder dan vijfentwintig jaren. Het is een zilveren medaille aan een lint in de kleuren wit en goud. In elke baan staat een smalle zwarte streep. Achter de naam van de jubilaris mogen de letters P.L.P. staan.